# So Dear to My Heart
So Dear to My Heart – amerykański film z 1949 roku. Film jest połączeniem animacji z live-action.
Akcja filmu toczy się w stanie Indiana w 1903 roku. Przedstawia losy Jeremiah Kincaida, który ma konia Dana "Danny" Patcha.

## Twórcy
- Scenariusz: John Tucker Battle
- Adaptacji przez: Maurice Rapf, Ted Sears
- Z opowiadania: Sterling North
- Muzyka: Paul Smith
- Vocal kierunek: Ken Darby
- Aranżacje: Edward Plumb
- Utwory przez: Larry Morey, Eliot Daniel, Don Raye, Gene de Paul, Irving Taylor, Ticker Freeman, Bob Wells, Mel Torme
- Dyrektor fotografii: Winton C. Hoch, A.S.C.
- Artystyczny dyrektor: John Ewing
- Dekorator: Mac Alper
- Specjalny proces: Ub Iwerks
- Reżyser dźwięku: C.O. Slyfield
- Nagrywanie dźwięku: Max Hutchinson, Robert O. Cook
- Montaż: Thomas Scott, Lloyd L. Richardson
- Dyrektor techniczny: Larry Lansburgh
- Dyrektor kolorów: Natalie Kalmus
- Skojarzyć: Morgan Pagelford
- Historia leczenia: Marc Davis, Ken Anderson, William Peed
- Sztuka leczenia: John Hench, Mary Blair, Dick Kelsey
- Układ: Kendall O'Connor, Hugh Hennesy, Don Griffith, Thor Putnam
- Tło: Art Riley, Ralph Hulett, Jimi Trout, Dick Anthony, Brice Mack, Ray Huffine
- Animatorzy: Eric Larson, John Lounsbery, Hal King, Milt Kahl, Les Clark, Don Lusk, Marvin Woodward
- Efekty animatorzy: George Rowley, Josh Meador, Dan Mac Manus
- Skojarzyć producent: Perce Pearce
- Reżyseria: Hamilton Luske
- Kierunek działania na żywo: Harold Schuster